# Lammefjorden
Lammefjorden er en fjordarm på Isefjorden i Odsherred nordvest for Holbæk. Efter inddæmning og tørlægning af næsten 6000 ha i begyndelsen af 1900-tallet er det meste nu landbrugsland. Herfra kommer de kendte Lammefjordskartofler og Lammefjordsgulerødder, som dyrkes på henholdsvis 1000 ha og 300 ha af det inddæmmede areal og begge er omfattet af EU-kvalitetsmærkeordning BGB (Beskyttet Geografisk Betegnelse). Det skal bemærkes at stednavnet Lammefjorden både anvendes om det inddæmmede område og om den resterende fjord (nord for Tuse Næs). 

## Historie
Oprindeligt var Odsherred en halvø, der kun havde forbindelse til Sjælland via en smal tange, Draget, ved Dragsholm Slot syd for Vejrhøj.
I 1841 påbegyndtes en dæmning over den nærliggende Sidinge Fjord, og erfaringerne ved dræning af denne lille, lavvandede fjord blev brugt 30 år senere, da man startede på at bygge dæmningen (Audebodæmningen) fra Gundestrup til Audebo. 
Projektet blev foreslået og ledet af lensbaron Zytphen-Adeler, der boede på Dragsholm.
Inden man påbegyndte projektet 3. april 1873, kunne man faktisk sine steder soppe halvt ud i Lammefjorden ved lavvande, men alligevel var det meget vand, der skulle pumpes ud og mange drængrøfter, der skulle graves. Alt skete med håndkraft, og hestevognene kunne først anvendes, når jorden var så udtørret, at de ikke sank i.
Arbejdet blev afsluttet den 23. september 1874, hvor den sidste del af dæmningen blev lukket. Siden er den blevet forstærket efter, at en nordvesten-storm natten mellem 23. og 24. oktober 1921 var nær ved at få vandet til at bryde igennem.

Lammefjorden fremtræder i dag som et fladt stykke land. Det mest markante stræk er vejen Adelers Alle fra Gislinge til Fårevejle Stationsby og Fårevejle Kirkeby: Lang, lige og flad. Helt flad er den dog ikke, da den først går over et par af de øer, der lå i fjorden før tørlægningen.

## Afvanding
I 1873 oprettedes »Aktieselskabet til Lammefjordens Tørlægning«. Arbejdet med tørlægningen begyndte 1874 med opførelsen af en ca 2260 meter lang dæmning mellem Avdebo  og Langholms Nebbe, der aflukkede et vandareal på ca. 55 km². 
Udpumpningen begyndte den 18. januar 1875, og da vandet begyndte at trække sig tilbage, gik man i gang med at grave kanaler. Lammefjorden fik to kanalsystemer: Landkanalen som løber rundt om fjorden ved hav-niveau (dvs. langs den gamle kyststrækning) og som derfor kan løbe direkte ud i havet enten mod øst til Lammefjord uden for dæmningen, eller mod vest ud i Sejerøbugten gennem Dragsholm Kanal.
Den anden kanal, afvandingskanalen, løber langs de dybeste områder af fjordbunden, og da den ligger så lavt, må vandet pumpes ud ved Audebo. I begyndelsen ved dampkraft og vindkraft, men i 1920'erne kom de elektrisk drevne pumper til.
Sænkningen af vandstanden i fjorden kom af både tekniske og økonomiske årsager til at ske i etaper. Den første etape var planlagt til at være -4,75 m (-15 fod), men man valgte i første omgang at holde en pause ved -2,7 m, da økonomien var stram, og grundsalget tog tid. Men 2,7 m blev hurtigt nået, og bunden dukkede hurtigt frem på grund af fjordens ringe dybde langs kanten; dette niveau tørlagde 3652 ha ud af det samlede inddæmmede areal på 5764 ha.
Efterhånden som vandstandsforskellen øgedes i forhold til havet, tog det længere tid, og den endelige sænkning til -7 m, som blev besluttet i 1934, krævede nyinvesteringer både i kanalgravning og pumpeudstyr. Ud over de tekniske problemer kom krigen også i vejen, så det skulle tage helt frem til 1943, før man nåede -7 m. Herefter forsvandt den sidste indsø fra området.
Her er en kort oversigt over afvandingens forløb:
- Januar 1875: 0 m
- September 1875: -2,7 m
- 1882: -3,8 m
- 1906: -4,75 m
- 1943: -7 m

I henhold til afvandingskommissionens foreløbige kendelse af 18. september 1937 og senere vedtagelse er pumpestationen ved Audebo ombygget og udvidet, og vandstanden sænket til kote -7,0. Ifølge flere kilder, herunder Geodatastyrelsens digitale kort og hjemmesiden Danskebjerge.dk, er der dog - i et område nær Audebo - helt ned til -7,5 meter. 
Der pumpes stadig for at komme af med regnoverskuddet. Vandmængden varierer meget med regnmængden, men i gennemsnit pumpes der 16 millioner m³ om året. 1 mm regn på fjorden svarer rundt regnet til 60.000 m³ vand i afvandingskanalen.

## Udnyttelse af området
Én ting var at bygge dæmningen og kanalerne, en anden ting var at gøre landet til landbrugsland. Et hårdt slid, men gevinsten var en meget frugtbar jord. Efterhånden som vandet trak sig tilbage, flyttede "pionererne" med og opførte små primitive bosættelser. Området var i det hele taget præget af at være nyt og ukendt land: Ingen vidste, hvad der kunne gro eller for den sags skyld, om dæmningen kunne holde ved stormflod.
Den specielle undergrund gav mulighed for (og incitament til) at eksperimentere med mange utraditionelle afgrøder. Mest kendt og vedholdende er nok kartoffel- og gulerodsdyrkningen, men der har også været dyrket asparges, tulipaner, bønner, kålrabi og andre endnu mere specielle afgrøder. "Lammefjordskartoffel" og "Lammefjordsgulerod" har haft beskyttet status i EUs kvalitetsmærkeordning BGB (Beskyttet Geografisk Betegnelse) siden henholdsvis 2014 og 1996. Lammefjordsgulerødderne kendetegnes ved et ekstra højt indhold af naturligt karotin og sukker. Lammefjordgulerødderne udgør ca. 25% af den danske produktion.
Desuden er der blevet gravet østersskaller som blev knust og anvendt som kalktilskud i dyrefoder.
De mere arbejdskrævende specialafgrøder, som f.eks. hvide asparges, var i 1970erne og 1980erne stort set ved at forsvinde men er nu taget op af flere producenter på Lammefjorden.
Lammefjorden er ikke forurenet[kilde mangler] og man kan bade i den.

## Udvikling
Tørlæggelsen af fjorden og anlæggelsen af dæmningen havde nogle kolossale trafikale fordele for Odsherred. Før var man afhængig af færger, hvis man da ikke tog turen ud omkring Draget. Så der blev naturligt nok anlagt mange nye veje.
Også jernbanen blev etableret hen over fjorden, og i 1899 kunne Odsherreds Jernbane åbne sin strækning fra Holbæk til Nykøbing Sjælland, som krydsede ind over til Fårevejle Stationsby, som blev nyanlagt på en af de gamle øer.

## Rekorder
Lammefjordens laveste punkt på 7,5 meter under havet gør ikke blot den inddæmmede fjord til det lavest beliggende sted i Danmark. Den er også lavest i hele Vesteuropa. Dette gælder dog ikke, hvis man tager gravede huller med i beregningen, eller medtager variable højder f.eks. saltvandslagoonen Étang de Lavalduc. Et granitbrud ved Rønne på Bornholm har således punkter, der ligger noget dybere end Lammefjordens terræn.